# Формиат самария(III)
Формиат самария(III) — неорганическое соединение,
соль самария и муравьиной кислоты
с формулой Sm(HCO2)3,
кристаллы.

## Физические свойства
Формиат самария(III) образует кристаллы
тригональной сингонии, пространственная группа R 3m, параметры ячейки a = 1,0503 нм, c = 0,4006 нм, Z = 3
.